# Reinhard Brückner (Chemiker)
Reinhard Brückner (* 5. Mai 1955 in Braunschweig) ist ein deutscher Chemiker und emeritierter Hochschullehrer.

## Leben und Werk
Brückner studierte 1974 bis 1980 Chemie an der Universität München, wo er 1980 sein Diplom ablegte. 1984 wurde er dort auch promoviert, dabei war Rolf Huisgen sein Mentor.
Von 1984 bis 1985 war er Postdoktorand bei Paul Wender an der Stanford University (USA).
1989 habilitierte er sich an der Universität Marburg im Arbeitskreis von Reinhard W. Hoffmann. 1989 bis 1990 hatte er eine Vertretung einer C4-Professur in Marburg. 1989 bis 1990 war Brückner C3-Professor in Würzburg. 1992 nahm er den Ruf auf eine C4-Professur in Göttingen an und wechselte 1998 an die Universität Freiburg. Er war DFG-Fachgutachter 2000 bis 2007, bei der Liebig-Vereinigung für Organische Chemie Stellvertretender Vorstand 2000 bis 2003; Vorstand 2004 bis 2007, beim  New Journal of Chemistry Associate Editor 1998 bis 2000 und bei der Studienreformkommission der GDCh 1997 bis 1999.
Brückner hatte Gastprofessuren:
- Herbst 1990 University of Wisconsin, Madison, USA
- Frühjahr 1995 Universität Santiago de Compostela, Spanien
- Herbst/Winter 2003/2004 Indiana University, Bloomington, USA

Brückner forscht auf dem Gebiet der Totalsynthese, Wittig-Umlagerungen, Butenolide und Naturstoffchemie. Er lehrte bis zuletzt an der Albert-Ludwigs-Universität in Freiburg im Breisgau und trat im August 2022 in den Ruhestand.

## Schriften
Er schrieb mehr als 200 Originalpublikationen und Übersichtsartikel, darunter:
- mit Reinhard W. Hoffmann: A symmetric Induction in Reductively Initiated [2,3]-Wittig and Retro-[1,4]-Brook Rearrangements of Secondary Carbanions. In: Chem. Ber. 125, 1992, S. 1471–1484.
- mit Rolf Huisgen: Homoallyl Cyanide and N-Allylketene Imine; A [3,3]Sigmatropic Equilibrium. In:  Tetrahedron Lett. 35, 1994, S. 3281–3284.
- The Synthesis of γ-Alkylidenebutenolides. In: Curr. Org. Chem. 4, 2001, S. 679–671.

Brückner ist  Autor mehrerer Lehrbücher, unter anderem:
- Organisch-chemischer Denksport. Ein Seminar für Fortgeschrittene. Vieweg & Sohn, Braunschweig, Wiesbaden 1989.
- Reaktionsmechanismen. Organische Reaktionen, Stereochemie, moderne Synthesemethoden. 3. Auflage. Elsevier, Spektrum, Heidelberg, Berlin, Oxford 2004.
- mit S. Braukmüller, H.-D. Beckhaus, J. Dirksen, D. Goeppel, M. Oestreich: Praktikum Präparative Organische Chemie. Organisch-Chemisches Grundpraktikum. Spektrum, Heidelberg 2008.
- mit S. Braukmüller, H.-D. Beckhaus, J. Dirksen, D. Goeppel, M. Oestreich: Praktikum Präparative Organische Chemie. Organisch-Chemisches Fortgeschrittenenpraktikum. Spektrum, Heidelberg 2008.
- mit S. Braukmüller, H.-D. Beckhaus, J. Dirksen, D. Goeppel, M. Oestreich: Praktikum Präparative Organische Chemie. Organisch-Chemisches Schwerpunktpraktikum. Spektrum, Heidelberg 2017.

## Auszeichnungen
- 1989: ADUC-Jahrespreis für Habilitanden
- 1990: Karl Winnacker-Stipendium
- 1990: Chemiepreis der Akademie der Wissenschaften zu Göttingen
- 1996: Society of Synthetic Organic Chemistry Japan 1996 Lectureship
- 1998: Literaturpreis des Fonds der Chemischen Industrie
- 2008: Novartis Chemistry Lectureship